# Hyaloteuthis pelagica
Hyaloteuthis pelagica Bosc, 1802 è una specie di molluschi cefalopodi appartenente alla famiglia Ommastrephidae, unico membro del genere Hyaloteuthis.

## Descrizione
H. pelagica ha pinne di forma romboidale di lunghezza tra il 35 e il 40% del mantello e di larghezza tra il 55 e il 62% sempre della lunghezza del mantello. La parte distale della clava tentacolare o dattilo ha piccole ventose in 4 serie longitudinali; sulla mano, la parte mediana della clava, le ventose sono più grandi e portano un grande dente appuntito. Le braccia hanno da 15 a 22 paia di ventose. Il maschio ha il braccio ventrale destro, molto raramente il sinistro, trasformato in ectocotile. Questa specie è dotata di fotofori sul lato ventrale del mantello e delle braccia; 3 su ogni braccio ventrale e 19 disposti a coppie simmetriche sul mantello. Un fotoforo è posto su ogni globo oculare, sempre sul lato ventrale e un fotoforo è posto sul sacco dei visceri.
La lunghezza del mantello non supera i 10,5 cm e il peso i 35 g, questo fa di H. pelagica il membro della famiglia Ommastrephidae di minori dimensioni. I maschi sono più piccoli delle femmine non raggiungendo che gli 81 mm di lunghezza del mantello.

## Distribuzione e habitat
È presente nelle fasce tropicali degli oceani Atlantico e Pacifico mentre non è conosciuto per l'oceano Indiano; probabilmente è presente in tutti gli oceani tropicali e subtropicali. Sembra che sia presente principalmente alle latitudini degli alisei mentre è assente nelle calme equatoriali.
È un calamaro prettamente pelagico che non mostra di avere rapporti con il fondale o con le zone di piattaforma continentale in nessuna parte del ciclo vitale. Si incontra nella zona epipelagica, in quella mesopelgica e in quella batipelagica superiore. Effettua migrazioni nictemerali; le paralarve e i giovanili si incontrano sopra i 50 metri di notte e fra i 100 e i 200 metri di giorno, adulti e subadulti stazionano tra 20 e 150 metri di notte, senza raggiungere la superficie se non raramente, mentre nelle ore diurne scendono tra i 200 e gli 800 metri. Sembra che non sia una specie abbondante in nessuna parte dell'areale.

## Biologia
Si tratta di una specie a vita breve il cui ciclo vitale non supera i sei mesi. I maschi raggiungono la maturità sessuale a 80-100 giorni di vita quando la lunghezza del mantello è di circa 50-65 mm, mentre le femmine a 80-135 giorni per una lunghezza del mantello di 50-90 mm.

### Riproduzione
Si riproduce tutto l'anno. La femmina può produrre tra 30.000 e 100.000 uova che vengono deposte in più eventi separati in gruppi da circa 500 per volta.

### Alimentazione
Si nutre principalmente di giovanili di pesci ossei e altri calamari, di anfipodi Hyperiidea, di larve di crostacei e di chetognati. Prede meno frequenti sono costituite da copepodi, gamberetti ed eufausiacei.

### Predatori
In uno studio sui contenuti stomacali di pesci predatori nell'Atlantico centrale è risultato che H. pelagica costituiva una delle prede principali per il sauro feroce, lo wahoo, il Tonno pinna gialla, l'alalunga, il tonno obeso, il pesce spada, il pesce vela atlantico, il marlin blu, il marlin bianco e il marlin dal lungo rostro. Altri predatori conosciuti sono altri calamari Ommastrephidae, le lampughe, le palamite e svariati uccelli marini.

## Pesca
Di nessuna importanza a causa delle piccole dimensioni e della scarsa frequenza.